# Isabella av Taranto
Isabella av Taranto, född de Clermont 1424 i Taranto, död 30 mars 1465 i Neapel, var drottning av Neapel.
Isabella var gift 1444 med sin kusin kung Ferdinand I av Neapel. 
Hon var även monark som regerande furstinna av Taranto och titulärdrottning av Jerusalem 1463–1465 efter sin morbror. 

## Biografi
Isabella var dotter till Tristan de Clermont, greve av Copertino, och Katarina av Taranto (d. 1429). Hennes äktenskap arrangerades för att inlemma furstendömet Taranto med Neapel, eftersom hon var tronarvinge till Taranto efter sin barnlösa morbror.  
Isabella är mest känd för sitt handlande under kriget mellan hennes man Ferdinand av Neapel och Johan II av Lorraine, som gjorde anspråk på Neapels tron. Lorraine stöddes av hennes farbror furst Giannantonio av Taranto. Då Ferdinand 1460 hade lidit ett nederlag mot Lorraine, klädde Isabella ut sig till munk och tog sig, i sällskap med sin biktfader, in i slottet i Sarno, där hennes farbror befann sig med Lorraine. Väl i slottet avslöjade hon sin identitet för sin farbror, som gav henne ett hjärtligt välkomnande. Isabella riktade sig till sin farbror och bad att han, som hade gjort henne till drottning, skulle dra tillbaka sitt stöd till hennes makes fiende Lorraine. Farbrodern gav henne då sitt löfte och höll det, och kriget avslutades.
Isabella efterträdde 1463 sin morbror som regerande furste av Taranto. När hon avled 1465 ärvdes furstendömet Taranto av hennes son kronprins Alfonso av Neapel, vilket innebar att Taranto uppgick i Neapel.